# Fróia
Fróia é uma aldeia da freguesia de Sobreira Formosa, Município de Proença-a-Nova e Distrito de Castelo Branco com 16 habitantes.
Nas suas proximidades situa-se a praia fluvial da Fróia.